# Ernst Bertram
Ernst Bertram, född 27 juli 1884 och död 3 maj 1957, var en tysk litteraturhistoriker och skald.
Bertram var professor i Köln, och har skrivit bland annat monografin Nietzsche: Versuch einer Mythologie (1915, 5:e upplagan 1921), samt Strassburg. Ein Kreis (1920).